# Ratpenat d'orelles grogues de Brock
El ratpenat d'orelles grogues de Brock (Vampyressa brocki) és una espècie de ratpenat de la família dels fil·lostòmids. Viu al Brasil, Colòmbia, Guaiana i Surinam. El seu hàbitat natural són els boscos verds multiestratals. No hi ha cap amenaça significativa per a la supervivència d'aquesta espècie.